# Тбилиси-Пассажирская
Тбили́си-Пассажи́рская (груз. თბილისის ცენტრალური სადგური) — станция Грузинской железной дороги, расположенная в столице Грузии Тбилиси.

## История
Станция была открыта в 1872 году после завершения строительства участка Зестафони — Тифлис Поти-Тифлисской железной дороги. На станции было два пассажирских терминала: Центральный и Боржомский.
Старое здание центрального вокзала было построено в 1872 году. Позднее оно было снесено, а в 1952 году заменено зданием в стиле сталинского ампира.
В 1982 году было принято решение о постройке нового здания вокзала, а старое здание было приготовлено к сносу, однако фундамент оказался настолько прочным, что вокзал было решено взорвать. После подрыва здания началось строительство нового здания вокзала, которое так и не было завершено.
В 1991 году здание было практически готово, но распад СССР и последующий за этим экономический кризис помешали завершить отделочные работы. После окончания грузино-абхазского конфликта в здании вокзала поселились грузинские беженцы из Абхазии, которые обитали там вплоть до 2008 года, когда мэрия Тбилиси приняла решение завершить отделочные работы здания вокзала и привести в порядок платформы, а беженцам было предоставлено альтернативное жилье. Сейчас здание вокзала переделано в шопинг-молл Tbilisi-Central, но небольшие по площади кассовый зал и зал ожидания реконструированы и действуют на верхнем этаже здания.

### Боржомский вокзал
Крытые платформы Боржомского вокзала были построены в 1979 году. До 2011 года он использовался как конечная станция для электропоездов, следующих в Тбилиси из Западной Грузии. 15 февраля 2011 года на Боржомский вокзал прибыл последний пригородный поезд. С 16 февраля 2011 года маршруты всех электропоездов, отправлявшихся отсюда, продлены до станции Тбилиси-Аэропорт, а сам вокзал был ликвидирован.

## Перспективы
Планируется возведение нового здания вокзала, однако на данный момент нет конкретного решения о том, где оно будет располагаться.
Существует два основных варианта развития:
1. На месте рынка в тбилисском районе Дидубе будет построен пассажирский вокзал Тбилиси-Западный, который будет принимать пассажирские поезда, идущие из Батуми, Озургети, Кутаиси, Зугдиди, Поти, Вале, Боржоми и Гори. Для обслуживания пассажирских поездов, прибывающих из восточных районов Грузии, будет перестроен Навтлугский вокзал в районе Самгори. После реконструкции он может получить название Тбилиси-Восточный и станет конечной станцией для поездов, следующих в Тбилиси из Гардабани, Телави и Ахалкалаки, а также аэропорта Тбилиси. Грузовые поезда, идущие транзитом через Тбилиси, будут обходить город по строящейся магистрали, которая прокладывается вдоль Тбилисского моря.
2. Вся железнодорожная инфраструктура в черте Тбилиси будет ликвидирована. Наряду с обходной магистралью вдоль берегов Тбилисского моря будет построено вагонное депо, объединяющее в себе как пассажирские, так и грузовые подвижные составы. Также будет построен новый единый пассажирский вокзал, отвечающий как за западное, так и за восточное направление.
Руководство Грузинской железной дороги и Министерство экономики Грузии решило в 2010 году осуществить реализацию проекта «Обходная магистраль Тбилиси», который схож со вторым вариантом из двух рассматривавшихся. После смены власти по итогам парламентских выборов 2012 года этот проект был отменен.

## Галерея

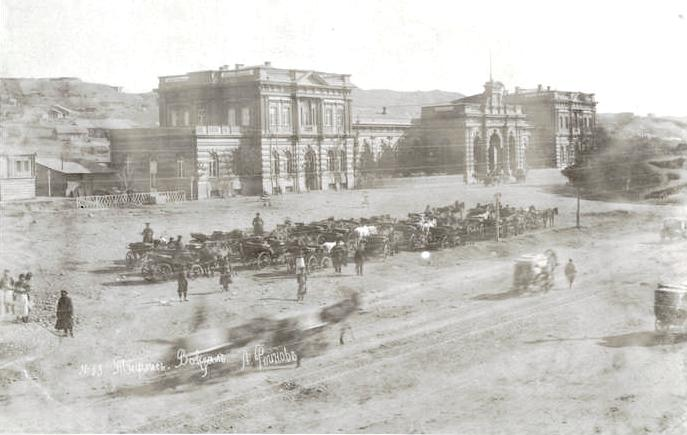
Железнодорожный вокзал Тифлиса. 1870-е годы.
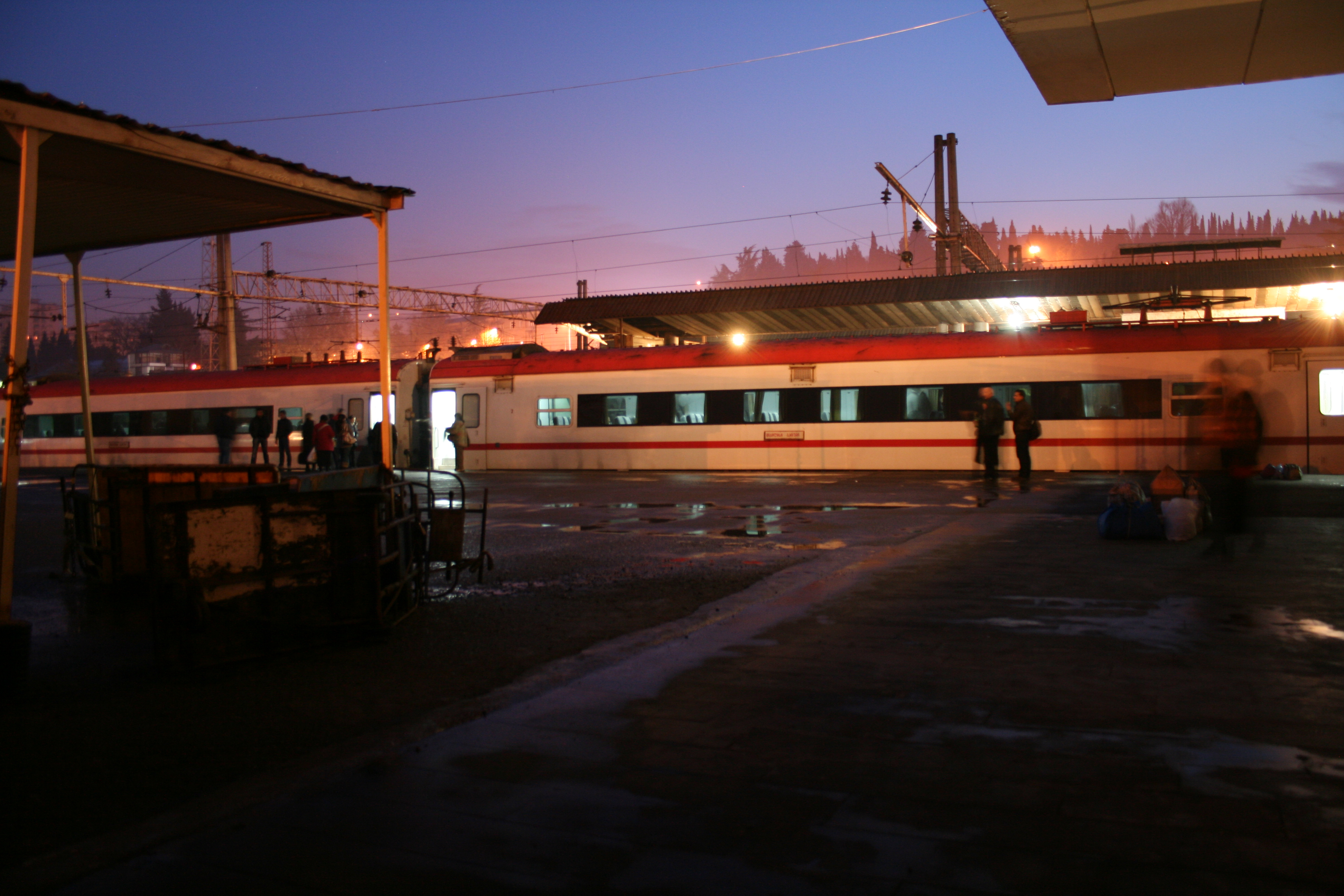
Платформы станции.